# Come On in My Kitchen
Come On in My Kitchen è una canzone blues di Robert Johnson. 

## Il brano
Il brano, cui testo contiene alcune allusioni sessuali e si presenta velatamente erotico ma anche malinconico, è un invito di Johnson affinché la sua amante di turno entri in casa sua per stare assieme a lui.